# 2019-es FIA Motorsport Játékok
| FIA Motorsport Játékok | FIA Motorsport Játékok          | FIA Motorsport Játékok |
| ---------------------- | ------------------------------- | ---------------------- |
| Pályarajz              |                                 |                        |
| Dátum                  | 2019. november 1–3.             | 2019. november 1–3.    |
| Versenypálya           | ACI Vallelunga Circuit          | ACI Vallelunga Circuit |
| Általános adatok       |                                 |                        |
| Kategóriák             | 6                               | 6                      |
| Résztvevő országok     | 49                              | 49                     |
| Győztesek              |                                 |                        |
| GT-kupa                | Jamagucsi Hirosi                | Japán                  |
| Túraautó-kupa          | Klim Gavrilov                   | Oroszország            |
| Formula–4-kupa         | Andrea Rosso                    | Olaszország            |
| Gokart szlalom-kupa    | Nina Pothof Bastiaan van Loenen | Hollandia              |
| Drift-kupa             | Dmitrij Illyuk                  | Ukrajna                |
| eSport-kupa            | Cody Nikola Latkovski           | Ausztrália             |

A 2019-es FIA Motorsport Játékok a Nemzetközi Automobil Szövetség és az SRO Group megrendezésében  első alkalommal került sorra 2019. november 1-je és 3-a között a Campagnano di Romában található ACI Vallelunga Circuit versenypályán.
A résztvevő országok hat kategóriában mérettették meg magukat: GT, Túraautó, Formula–4, Drift, Gokart szlalom és eSport. Az esemény az Olimpiai játékokhoz hasonlóan került lebonyolításra.

## Menetrend
Az előzetes programot 2019. augusztus 30-án hozták nyilvánosságra.
| október 30.                             | november 1.                                 | november 2.                                     | november 3. |
| --------------------------------------- | ------------------------------------------- | ----------------------------------------------- | ----------- |
| Nyitóünnepség                           |                                             |                                                 |             |
| GT-kupa: első szabadedzés               | Túraautó-kupa: első és második kvalifikáció | GT-kupa: második futam                          |             |
| Formula–4-kupa első szabadedzés         | Formula–4-kupa: kvalifikáció                | Formula–4-kupa: Fő futam                        |             |
| eSport-kupa: szabadedzés                | GT-kupa: kvalifikáció                       | Gokart szlalom-kupa: Kieséses fordulók és döntő |             |
| Túraautó-kupa: első szabadedzés         | Gokart szlalom-kupa: szabadedzés            | Túraautó-kupa: második futam                    |             |
| GT-kupa: második szabadedzés            | Formula–4-kupa: kvalifikációs futam         | GT-kupa: Fő futam                               |             |
| Túraautó-kupa: második szabadedzés      | Túraautó-kupa: első futam                   | Záróünnepség és díjátadó                        |             |
| Formula–4-kupa: második szabadedzés     | GT-kupa: első futam                         | Záróünnepség és díjátadó                        |             |
| Drift-kupa: szabadedzés és kvalifikáció | eSport-kupa: szabadedzés                    | Záróünnepség és díjátadó                        |             |
|                                         | Gokart szlalom-kupa: kvalifikáció           | Záróünnepség és díjátadó                        |             |
|                                         | Drift-kupa: Kieséses fordulók és döntő      | Záróünnepség és díjátadó                        |             |
|                                         | eSport-kupa: kvalifikáció és döntő          | Záróünnepség és díjátadó                        |             |

## Résztvevő országok
| Ország             | GT   | Túraautó | Formula–4 | Gokart szlalom | Drift | eSport |
| ------------------ | ---- | -------- | --------- | -------------- | ----- | ------ |
| Albánia            | nem  | nem      | nem       | igen           | nem   | nem    |
| Ausztria           | nem  | nem      | nem       | igen           | igen  | igen   |
| Ausztrália         | igen | nem      | igen      | nem            | nem   | igen   |
| Belgium            | igen | igen     | igen      | igen           | nem   | igen   |
| Costa Rica         | nem  | nem      | nem       | nem            | nem   | igen   |
| Csehország         | nem  | igen     | nem       | nem            | igen  | igen   |
| Dánia              | igen | nem      | igen      | igen           | igen  | igen   |
| Egyesült Államok   | igen | igen     | nem       | nem            | nem   | nem    |
| Egyesült Királyság | igen | igen     | nem       | igen           | nem   | igen   |
| Észtország         | nem  | nem      | nem       | nem            | igen  | nem    |
| Fehéroroszország   | igen | nem      | nem       | igen           | igen  | igen   |
| Finnország         | nem  | nem      | nem       | nem            | igen  | nem    |
| Franciaország      | igen | igen     | nem       | igen           | igen  | igen   |
| Grúzia             | nem  | nem      | nem       | igen           | igen  | igen   |
| Görögország        | nem  | nem      | nem       | nem            | igen  | nem    |
| Hollandia          | nem  | igen     | nem       | igen           | igen  | nem    |
| Hongkong           | igen | igen     | nem       | nem            | nem   | igen   |
| Horvátország       | nem  | nem      | nem       | igen           | nem   | nem    |
| India              | nem  | nem      | nem       | igen           | nem   | nem    |
| Izrael             | nem  | nem      | igen      | igen           | nem   | nem    |
| Írország           | nem  | nem      | igen      | nem            | nem   | igen   |
| Japán              | igen | nem      | nem       | nem            | nem   | nem    |
| Kína               | igen | igen     | nem       | nem            | nem   | igen   |
| Kuvait             | igen | igen     | nem       | igen           | igen  | igen   |
| Lengyelország      | igen | nem      | nem       | igen           | nem   | igen   |
| Lettország         | nem  | igen     | nem       | igen           | igen  | igen   |
| Litvánia           | nem  | igen     | nem       | igen           | igen  | igen   |
| Macedónia          | nem  | nem      | nem       | nem            | nem   | igen   |
| Magyarország       | nem  | igen     | igen      | igen           | igen  | igen   |
| Malajzia           | igen | nem      | nem       | nem            | nem   | igen   |
| Málta              | nem  | nem      | nem       | nem            | igen  | nem    |
| Mexikó             | nem  | nem      | nem       | igen           | nem   | igen   |
| Németország        | igen | igen     | igen      | igen           | nem   | igen   |
| Norvégia           | nem  | igen     | nem       | igen           | igen  | igen   |
| Olaszország        | igen | igen     | nem       | igen           | igen  | igen   |
| Oroszország        | igen | igen     | igen      | igen           | igen  | igen   |
| Portugália         | igen | nem      | igen      | igen           | igen  | nem    |
| Románia            | nem  | nem      | nem       | nem            | igen  | nem    |
| Spanyolország      | igen | igen     | igen      | nem            | nem   | nem    |
| Svájc              | igen | nem      | nem       | nem            | igen  | igen   |
| Svédország         | nem  | igen     | nem       | igen           | igen  | igen   |
| Szerbia            | nem  | nem      | nem       | igen           | nem   | nem    |
| Szingapúr          | nem  | nem      | nem       | nem            | nem   | igen   |
| Szlovákia          | nem  | igen     | nem       | igen           | igen  | igen   |
| Tajpej             | igen | nem      | nem       | nem            | nem   | igen   |
| Thaiföld           | igen | nem      | nem       | igen           | nem   | igen   |
| Törökország        | igen | nem      | nem       | nem            | nem   | nem    |
| Ukrajna            | nem  | nem      | nem       | igen           | igen  | nem    |
| Új-Zéland          | nem  | igen     | igen      | nem            | nem   | nem    |

## Magyar résztvevők
Magyarország is rétt vesz az eseményen. A GT-kupa kivételével minden kategóriában képviseltették magukat.
| Kategória      | Név            |
| -------------- | -------------- |
| Túraautó       | Kiss Norbert   |
| Formula–4      | Tóth László    |
| Gokart szlalom | Kiss Dorka     |
| Gokart szlalom | Németh Bálint  |
| Drift          | Szántó Zoltán  |
| eSport         | Báder Benjámin |
| Forrás:        |                |